# Csanádi György (helytörténész)
Csanádi György (Rózsahegy, 1931. április 17. – Budapest, 2018. július 24.) kárpátaljai magyar helytörténész, lapszerkesztő.
Életének 88 évében Budapesten hunyt el. Hamvait Beregszászban helyezték végső nyugalomra.

## Tanulmányai
Édesapja Csanádi Béla víz-, vasút- és hídépítészeti szakon végzett a Budapesti Műszaki Egyetemen 1917-ben. A Magyar Államvasutak mérnökeként helyezkedik el.
Hivatása miatt a Rózsahegy–Beregszász–Huszt vasútvonalon többször is költöznie kell családjával. Ekkoriban a bécsi döntések következtében a régióban többször is megváltoznak az államhatárok. Csanádi György így több helyen és nyelven végzi el az elemi iskolát. Csehül és szlovákul is megtanul.
1940 és 1944 között Debrecenbe költöznek. Itt a Debreceni Kalazanczi Szent József Piarista Gimnáziumban tanul egészen az 1944-es bombázásokig Archiválva 2018. július 9-i dátummal a Wayback Machine-ben. A bombázások következtében Csanádi György is megsérül és a család mindenét elveszíti, amikor házukat találat éri. Ekkor költöznek Beregszászba, ahol tanulmányait ukrán nyelvű gimnáziumban folytatja. A gimnázium után Moszkvában tanul, a Nyomdaipari Főiskola Újságírói karán diplomázik 1961-ben.

## Pályafutása
1951 júliusától a Vörös Zászló beregszászi járási újság fordítója, rovatvezetője. Hat évvel később főszerkesztője, egészen nyugdíjba vonulásáig.
Nyugdíjazása után 1991-től 6 éven át a Kárpáti Igaz Szó megyei lap beregszászi tudósítója.

## Munkássága
Csanádi György közreműködött a beregszászi járási lap mellett megalapított irodalmi stúdió létrehozásában. Baráti kapcsolatban állt Kovács Vilmossal, Horváth Annával és Drávai Gizellával. Alapító tagja a Beregszászi Népszínháznak. Tagja az Ukrajnai Újságíró Szövetségnek és a Beregvidéki Magyar Kulturális Szövetségnek.
Az újságíró a szakma gyakorlása mellett nagy figyelmet fordított a helytörténeti kutatásokra. Behatóan foglalkozott Beregszász történetével, neves szülötteivel. Eredményeiről a Bereginfo, később a Kárpátinfo című hetilapban számolt be.
Beregszászi György név alatt folytatásokban közölte a Fejezetek vidékünk történelmi múltjából és a Régi beregszásziak című cikksorozatát. Az utóbbi írásokat különálló kötetben is kiadták.
Csanádi György: Sorsfordító évek sodrásában címmel megjelent könyvében Beregszász történetének kilenc évszázados viszontagságairól, tragikus, sorsfordító rendszerváltozásokról írt. Arról is, hogy a Vérke-parti város Kárpátalja magyar politikai és kulturális életének központjává vált.
Támogatásával jött létre a Vörös Zászló Irodalmi Stúdió, amely összefogta a Beregszászi járás íróit, költőit, képzőművészeit, az újság publikálási lehetőséget biztosított számukra. Segítette a szerkesztőség magyar munkatársainak kezdeményezésére 1984-ben megalakult beregszászi Illyés Gyula Magyar Irodalmi Klub munkáját, amely az első irodalmi-közéleti civil szervezet volt Kárpátalján.

## A kisebbségek jogai
1963-ban Kovács János felkérésére beadványt készített Drávai Gizellával együtt a magyar autonómia kérdésének ügyében. A beadványt Kovács János saját nevében juttatta el Ny. Hruscsovhoz, Ny. Podgornijhoz (a Legfelsőbb Tanács elnöke) és Kádár Jánoshoz.
A levelet a nagy októberi forradalom, az 1919-es magyar tanácsköztársaság és a spanyol polgárháború húsz résztvevője is aláírta, így a helyi hatóságok nem tudták eltussolni. Bár az akkori pártállami hatóságok igyekeztek rákényszeríteni az aláírókat, hogy lépjenek vissza, a legtöbben mégis kiálltak Kovács János mellett.
A beadvány nyomán történtek az első lépések a magyar kisebbségek jogainak bővítésére és sérelmeinek orvoslására. Magyar nyelvű iskolákat nyitottak, engedélyezték a magyar nyelvű felvételizést az Ungvári Állami Egyetemre. Ekkor neveztek ki először magyar nemzetiségű vezetőket üzemek élére. Ekkor vált önálló lappá a Kárpáti Igaz Szó, addig ugyanis az ukrán nyelvű megyei lap fordításaként jelent meg. Az autonómia kérdésében azonban a mai napig nem történtek előre lepések.
A beadvány negyedik és egyben máig fennmaradt eredeti példányát a rendszerváltásig Horváth Anna kárpátaljai szobrászművész rejtegette egyik szobrának a belsejében.

## Elismerései
Fáradozását, felbecsülhetetlen értékteremtését a Beregszászi Városi Tanács 2004-ben a Pro Urbe díj odaítélésével ismerte el.

## Publikációi
- Régi Beregszásziak – Felelős kiadó: Szoboszlai István, Regisztrálási szám: ZT-9.2001
- Sorsfordító évek sodrásában. Fejezetek Beregvidék történelmi múltjából – PoliPrint, Ungvár, 2004, 336 oldal • ISBN 966-7966-21-6